# Китаакита
Китаакита (яп. 北秋田市 Китаакита-си) — город в Японии, расположенный в западной части префектуры Акита в среднем течении реки Йонесиро. Основан 22 марта 2005 года путём слияния посёлков Таканосу, Айикава, Мориёси и Ани уезда Китаакита. На севере города развито поливное рисоводство. В городе расположен аэропорт Одатэ-Носиро.
Площадь города составляет 1152,57 км², население — 33 827 человек (1 августа 2014), плотность населения — 29,35 чел./км².